# Hydrogenšťavelan draselný
Hydrogenšťavelan draselný je sůl kyseliny šťavelové se vzorcem HOOCCOO−K+, patřící mezi hydrogenšťavelany. Připravit se dá reakcí kyseliny šťavelové s hydroxidem draselným v molárním poměru 1:1.
Tato látka se vyskytuje v několika rostlinách, jako je například šťovík kyselý. Používá se ve fotografii, při broušení mramoru a k odstraňování skvrn od inkoustu.

## Vlastnosti
Bezvodá sůl je tvořena bílými hygroskopickými krystaly, jež jsou rozpustné ve vodě (2,5 g/100 ml při 25 °C). Roztoky jsou zásadité. Za teplot pod 50 °C se vytváří hůře rozpustný „tetrašťavelan draselný“ (K+[C2HO4]−•C2H2O4), který vytváří sraženinu.
Monohydrát KHC2O4·H2O při 100 °C odštěpuje krystalovou vodu.
Bezvodá sůl je silně anizotropní z hlediska pružnosti, což je způsobeno tím, že její krystalová struktura se skládá z pevných sloupců hydrogenšťavelanových aniontů propojených vodíkovými vazbami, spojenými do vrstev iontovými vazbami K–O.

## Toxicita
Hydrogenšťavelan dráždí oči, sliznice a trávicí soustavu. Může vyvolat selhání srdce a smrt.